# Elías Smith
Elías Smith (Elyjah o Eliseo) fue un marino de origen británico que combatió en la escuadra de las Provincias Unidas del Río de la Plata en la campaña de 1814 contra los realistas de la ciudad de Montevideo.

## Biografía
Tras comandar brevemente la corbeta Céfiro, incorporada a la escuadra el 1.º de enero de 1814, fue elegido por el comandante de la escuadra Guillermo Brown como comandante de la capitana, la fragata Hércules, con el rango de sargento mayor.
El 10 de marzo de 1814 la escuadra revolucionaria enfrentó a la realista al mando del capitán Jacinto de Romarate en el combate naval de Martín García.

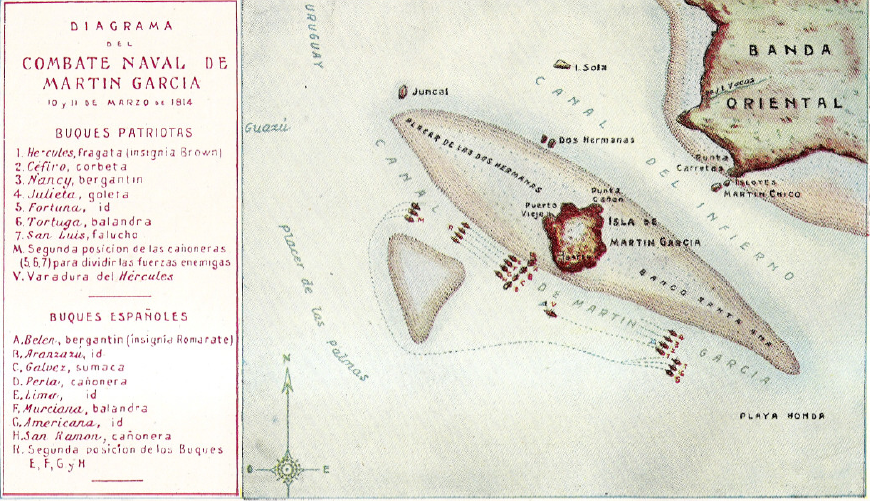
Croquis del Combate de Martín García (donde se refiere a Tortuga debe leerse Carmen).

Al mediodía principió la acción pero la primera bala mató a un teniente y al práctico de la Hércules, que quedó varada a tiro de metralla del enemigo y dando proa, con lo que sólo podía utilizar tres de sus cañones.
Poco después fueron mortalmente heridos el sargento mayor Elías Smith, al igual que el Jefe de las tropas embarcadas el capitán francés Martín de Jaume, y el comandante de la Juliet y segundo de Brown, el teniente coronel Benjamin Franklin Seaver.
Brown, en su parte a Larrea del 19 de abril, manifestaba: «tengo que lamentar sinceramente la muerte del capitán Smith que cayó heroicamente defendiendo su buque y mientras hacia señales a los demás para que atacasen y abordasen al enemigo la del capitán francés de las tropas Martín de Jaume y la del Sr. Roberto Stacy (teniente) todas sensibles y en las que el servicio pierde valientes y excelentes oficiales».